# مسجد الملك فيصل
مسجد الملك فيصل أو مسجد شاه فيصل هو مسجد يقع في العاصمة الباكستانية إسلام أباد في باكستان وهو من أكبر المساجد في العالم وأشهرها ومعروف بضخامته وبهندسته العمرانية الفريدة. المسجد من تصميم المهندس التركي ودعت دالوكاي، وقد تم افتتاحه سنة 1987.

## فكرته

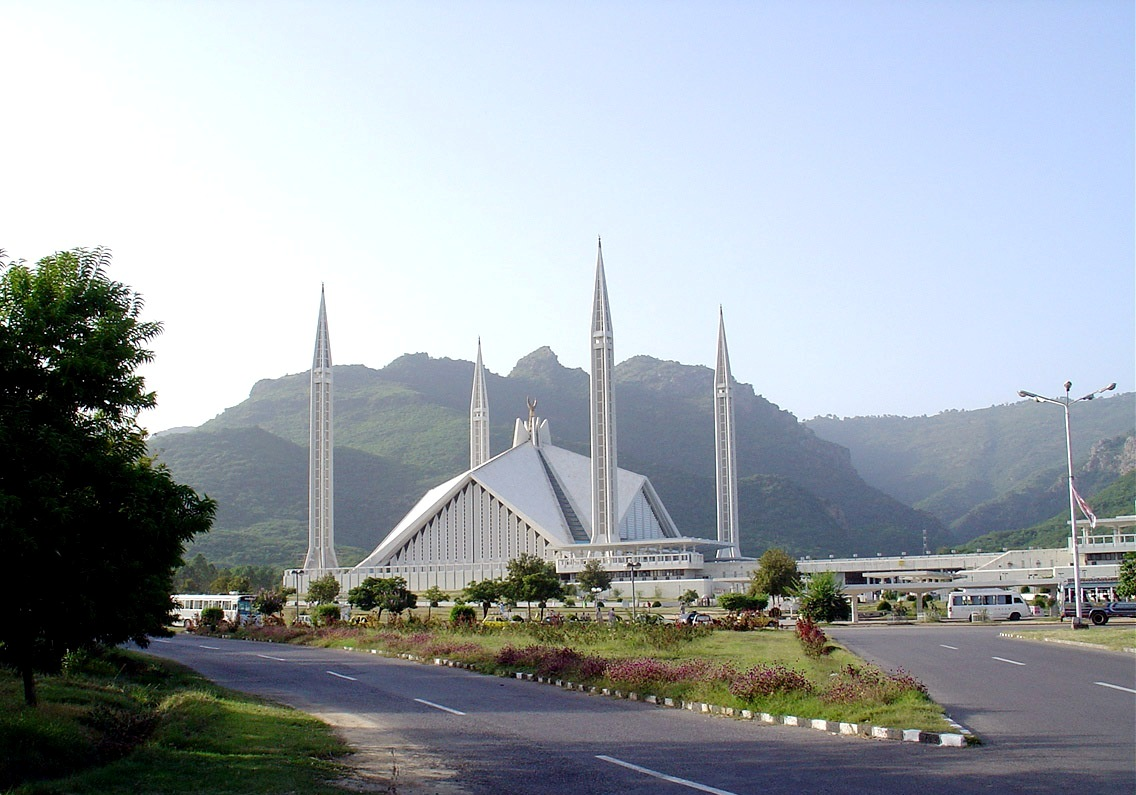
صورة للمسجد من الخارج الذي يظهر فيه شكل الخيمة والمنارات الأربعة

تعود فكرة إنشائه إلى الملك السعودي الراحل فيصل بن عبد العزيز في عام 1966 أثناء زيارته إلى باكستان. في عام 1969 اجريت مسابقة دولية شارك فيها مهندسون من 17 دولة قدموا 43 نموذجا مختلفا لبناء المسجد. بعد أربعة أيام من المشاورات والتداولات، اختير الرسم التصميمي للمهندس التركي ودعت دالوكاي.

## بناؤه
بدأت عملية بناء المسجد في عام 1976 وقد مولت بناءه الحكومة السعودية بحيث كلفت عملية الإنشاء ما يوازي 120 مليون دولار أمريكي. تكريما لجهود الملك فيصل ولدعمه المادي لبناء المسجد، حيث أطلق اسمه على المسجد وعلى الطريق المؤدية إليه بعد عملية اغتياله عام 1975. انتهى البناء في عام 1986 وكان يضم مبنى الجامعة الإسلامية الدولية.

## مميزاته

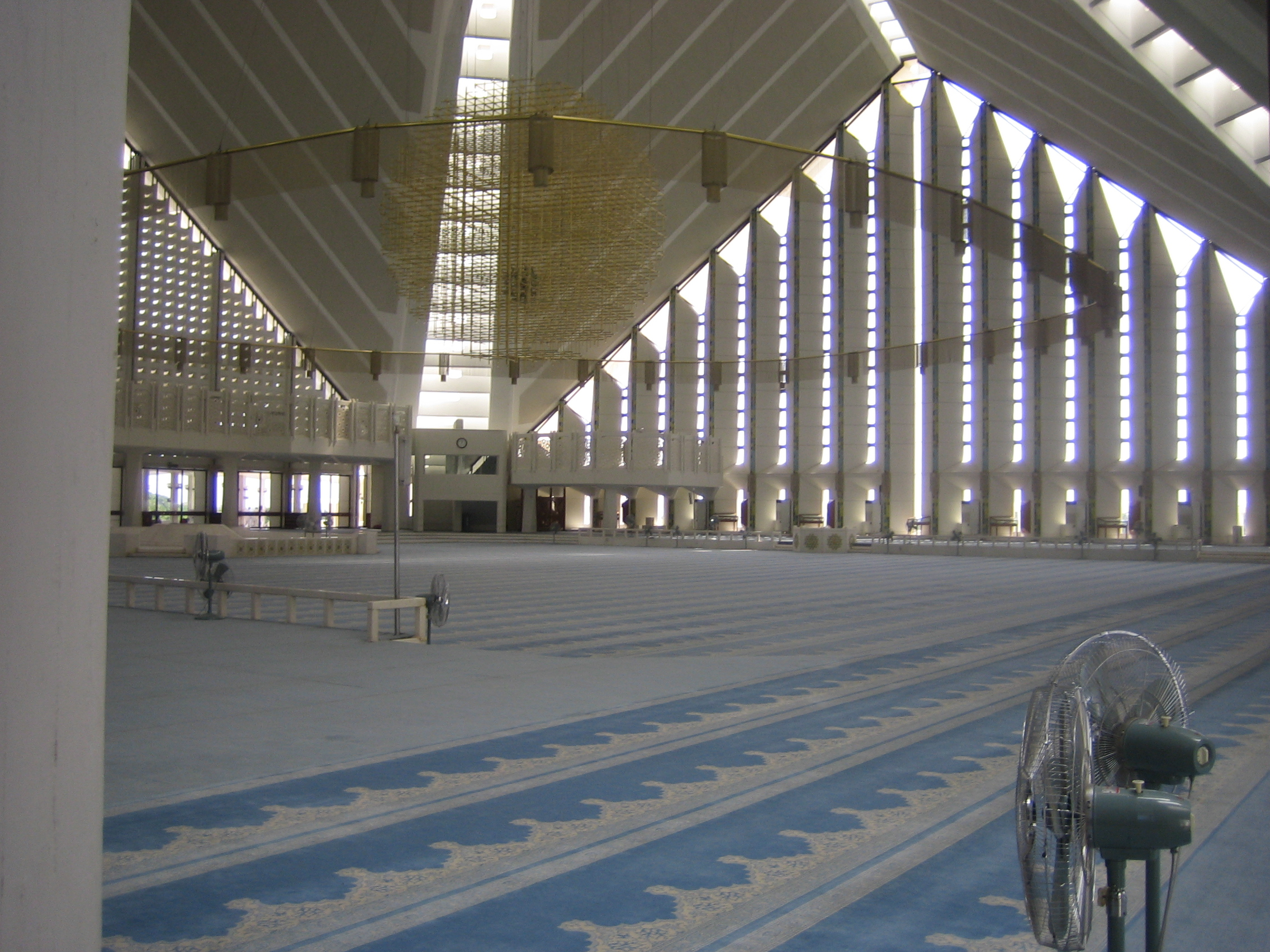

ما يميز المسجد هو افتقاره للقبة، التي تتميز بها المساجد الإسلامية وجاء تصميمه على شكل الخيمة البدوية. تعرض الرسم التصميمي للعديد من الانتقادات التي ما لبثت أن تراجعت بسبب ضخامة وجمال البناء العمراني.

## الرسم التصميمي
تبلغ مساحة المسجد حوالي 5000 متر مربع، ويتسع مع الأراضي المحيطة فيه لحوالي 300,000 مصلي.

## أعلام
- محمد ضياء الحق